# Sphinx luscitiosa
Sphinx luscitiosa är en fjärilsart som beskrevs av James Brackenridge Clemens 1859. Sphinx luscitiosa ingår i släktet Sphinx och familjen svärmare. Inga underarter finns listade i Catalogue of Life.